# Epidendrum katarun-yariku
Epidendrum katarun-yariku es una especie de orquídea del género Epidendrum que se encuentra en las tierras altas de Guayana en Venezuela y Brasil. Crece en tepuyes.
En el idioma pemón, katarun significa alto y yariku significa flor. Se eligió el epíteto específico porque la especie se encuentra en los picos de los tepuyes.